# Lido Marini
Lido Marini is een plaats (frazione) in de Italiaanse gemeente Ugento.